# Gustave-Caroline de Mecklembourg-Strelitz
Gustave-Caroline de Mecklenburg-Strelitz (née le 12 juillet 1694 à Neustrelitz – morte le 13 avril 1748 à Schwerin) est une aristocrate allemande.

## Famille
Gustave Caroline était la quatrième fille d'Adolphe-Frédéric II de Mecklembourg-Strelitz et de sa première femme, Marie de Mecklembourg-Gustrow. Elle est la sœur d'Adolphe-Frédéric III de Mecklembourg-Strelitz. Par le troisième mariage de son père, elle est la tante de la reine du Royaume-Uni Charlotte de Mecklembourg-Strelitz.

## Mariage
Le 13 novembre 1714, Gustave Caroline épouse son cousin Christian-Louis II de Mecklembourg-Schwerin. Il est le troisième fils de Frédéric de Mecklembourg-Grabow et de Christine-Wilhelmine de Hesse-Hombourg.
Ils ont cinq enfants :
- Frédéric II de Mecklembourg-Schwerin (1717-1785), duc de Mecklembourg-Schwerin, duc de Mecklembourg-Güstrow de 1756 à 1785. En 1746, il épouse Louise-Frédérique de Wurtemberg (†1791), (fille de Frédéric de Wurtemberg)

- Ulrique de Mecklembourg-Schwerin (1723-1813)

- Louis de Mecklembourg-Schwerin, (1725-1778), il épouse Charlotte de Saxe-Cobourg-Saalfeld (1731-1810), duc de Mecklembourg-Schwerin, duc de Mecklembourg-Güstrow, parents de Frédéric-François Ier de Mecklembourg-Schwerin

- Louise de Mecklembourg-Schwerin (1730-1730)

- Amélie de Mecklembourg-Schwerin (1732-1775)